# ミス・ユニバース1996
ミス・ユニバース1996（Miss Universe 1996、第45回ミス・ユニバース世界大会）は1996年5月17日にアメリカ合衆国ネバダ州ラスベガスのアラジン劇場で開催された。最後にミス・ベネズエラのアリシア・マチャドが優勝し、アメリカのチェルシー・スミスから栄冠を授けられた。1996年は79か国の代表が競った。日本は朝日放送の撤退により、史上初の欠場となった。
大会は当初は南アフリカのヨハネスブルグで開催される予定だったが、財政難で同国は開催出来ず、ミス・ユニバース大会はラスベガスで開かれた。

## 最終結果

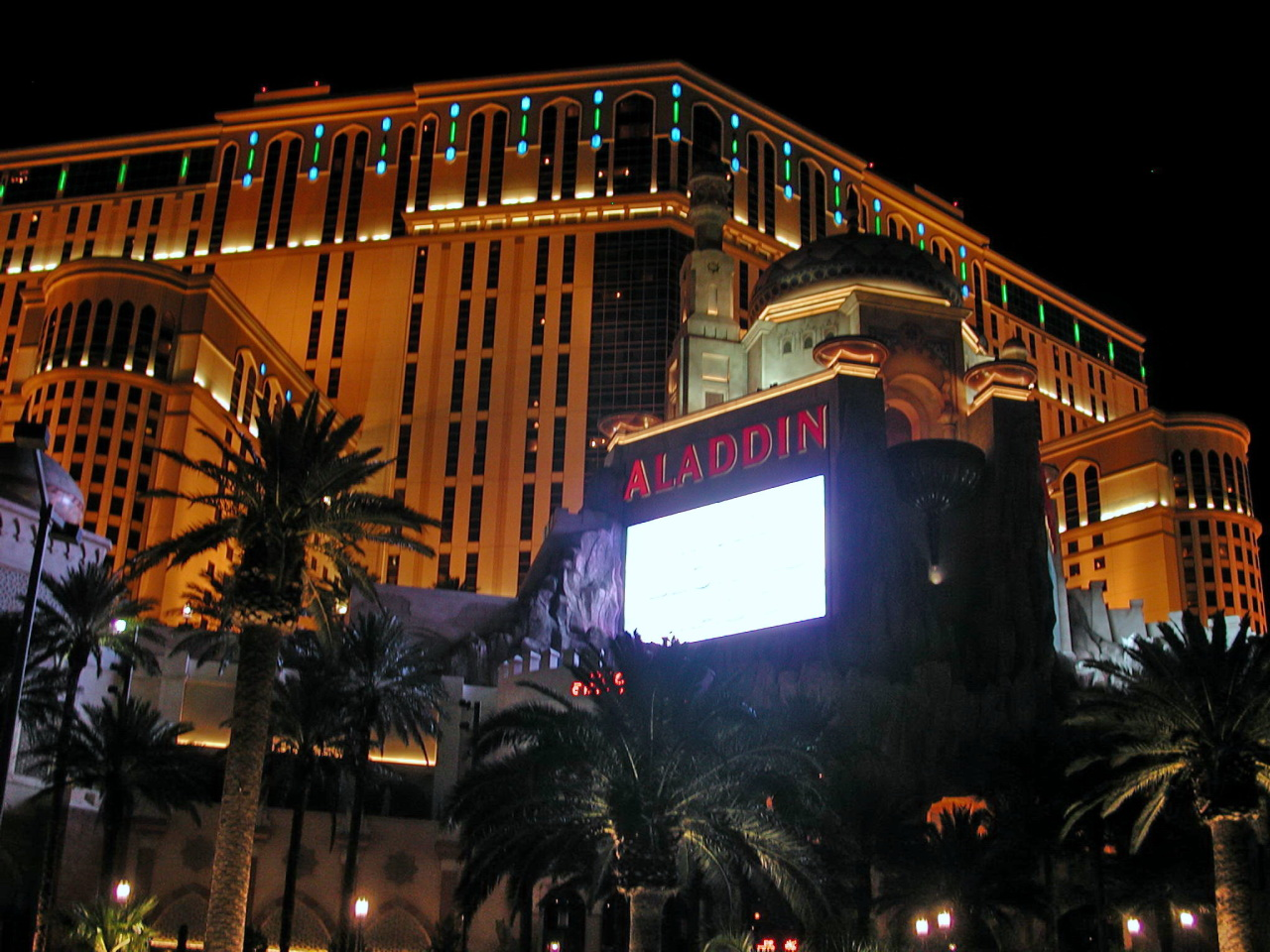
プラネット・ハリウッドになる前の新アラジン

### 入賞者
| 最終結果             | 参加者 |
| -------------------- | --- |
| ミス・ユニバース1996 | - ベネズエラ - アリシア・マチャド（Alicia Machado） |
| 第2位                | - アルバ - タリン・マンセル（Taryn Mansell） |
| 第3位                | - フィンランド - ローラ・オドゥソガ（Lola Odusoga） |
| トップ6              | - メキシコ - ヴァネッサ・グスマン（Vanessa Guzmán） - ロシア - イルミラ・シャムスッジノヴァ（Ilmira Shamsutdinova） - アメリカ - アリ・ランディー（Ali Landry） |
| トップ10             | - エルサルバドル - ミレナ・マヨルガ - インド - サンディア・チブ - ペルー - ナタリ・サッコ - スウェーデン - アニカ・ダックマルク                                 |

### 特別賞
- オーストラリア - ミス・コンジニアリティ（ジョディー・マクミューレン)
- フィリピン - ミス・フォトジェニック（エイリーン・ダマイルズ）
- ロシア - ベスト・ナショナル・コスチューム（イルミラ・シャムスッジノヴァ）